# Gerredis
Gerredis (auch Gered) war eine Äbtissin im Kloster Liesborn.

## Leben und Quellenlage
Während die Memorie der Liesborner Äbtissin unter dem 29. November vermerkt wurde, begegnet einem der Name Gerred ancilla im Möllenbecker Nekrolog unter dem 12. Oktober. Weitere Details sind über die Äbtissin nicht bekannt.